# 豊田義夫
豊田 義夫（とよだ よしお、1935年12月25日- ）は、元アマチュア野球選手、監督である。

## 来歴・人物
大阪府八尾市出身。左利き。
会社勤務を経て、1956年から母校の近大附属高校でコーチを務めた後1965年から1984年まで同校の監督を務めた。1967年、1971年、1975年の3度の春のセンバツへの出場を果たした。厳しい練習から「キンコー（近高）の鬼」と呼ばれ、部員や他校から恐れられていた。
その手腕を買われ、近大附属福山高校（1990年～2000年）、近大附属新宮高校（2005年4月～2006年8月1日）、八尾ベースボールクラブ（2009年2月～2010年1月）、近大泉州高校（2010年1月～2013年7月15日）の監督を歴任した。
親交があった団野村からの誘いを受けて、2015年8月3日に群馬県の利根商業高校の監督に就任。
第100回群馬大会の対高崎東高校戦（2018年7月14日）が高校野球指導者として最後の采配となった。後任には前桐生第一高校監督の福田治男が就任した。
選手・監督としては夏の甲子園未出場ながら、朝日放送テレビ・ラジオで高校野球の解説者を務めている。